# العلاقات الكورية الجنوبية اللبنانية
العلاقات الكورية الجنوبية اللبنانية هي العلاقات الثنائية التي تجمع بين كوريا الجنوبية ولبنان.

## مقارنة بين البلدين
هذه مقارنة عامة ومرجعية للدولتين:
| وجه المقارنة                                         | كوريا الجنوبية                                                          | لبنان                                                                |
| ---------------------------------------------------- | ----------------------------------------------------------------------- | -------------------------------------------------------------------- |
| المساحة (كم2)                                        | 100.30 ألف                                                              | 10.45 ألف                                                            |
| عدد السكان (نسمة)                                    | 51.47 مليون                                                             | 6.10 مليون                                                           |
| الكثافة السكانية (ن./كم²)                            | 513.16                                                                  | 583.73                                                               |
| العاصمة                                              | سول                                                                     | بيروت                                                                |
| اللغة الرسمية                                        | اللغة الكورية                                                           | اللغة العربية                                                        |
| العملة                                               | وون كوري جنوبي                                                          | ليرة لبنانية                                                         |
| الناتج المحلي الإجمالي (بليون دولار)                 | 1.53 تريليون                                                            | 51.84 مليار                                                          |
| الناتج المحلي الإجمالي (تعادل القوة الشرائية) <small | 1.75 تريليون                                                            | 81.54 مليار                                                          |
| الناتج المحلي الإجمالي الاسمي للفرد دولار أمريكي     | 27.22 ألف                                                               | 8.05 ألف                                                             |
| الناتج المحلي الإجمالي للفرد دولار أمريكي            |                                                                         | 17.46 ألف                                                            |
| مؤشر التنمية البشرية                                 | 0.901                                                                   | 0.769                                                                |
| رمز المكالمات الدولي                                 | +82                                                                     | +961                                                                 |
| رمز الإنترنت                                         | .kr                                                                     | .lb                                                                  |
| المنطقة الزمنية                                      | توقيت كوريا الجنوبية، ت ع م+09:00، آسيا/سيول ‏، ت ع م+08:00، ت ع م+08:30 | ت ع م+02:00، ت ع م+03:00، توقيت شرق أوروبا، توقيت شرق أوروبا الصيفي ‏ |

## مدن متوأمة
في ما يلي قائمة باتفاقيات التوأمة بين مدن كورية جنوبية ولبنانية:
- ترتبط حي كانغنام مع كسليك باتفاقية توأمة.

## منظمات دولية مشتركة
يشترك البلدان في عضوية مجموعة من المنظمات الدولية، منها:
| علم المنظمة | اسم المنظمة                               | تاريخ انضمام كوريا الجنوبية | تاريخ انضمام لبنان |
| ----------- | ----------------------------------------- | --------------------------- | ------------------ |
|             | مؤسسة التمويل الدولية                     | 16 مارس 1964                | 28 ديسمبر 1956     |
|             | منظمة حظر الأسلحة الكيميائية              | ?                           | ?                  |
|             | يونسكو                                    | 14 يونيو 1950               | 4 نوفمبر 1946      |
|             | الأمم المتحدة                             | 17 سبتمبر 1991              | 24 أكتوبر 1945     |
|             | منظمة الشرطة الجنائية الدولية             | ?                           | ?                  |
|             | البنك الدولي للإنشاء والتعمير             | 26 أغسطس 1955               | 14 أبريل 1947      |
|             | الاتحاد البريدي العالمي                   | ?                           | ?                  |
|             | مؤسسة التنمية الدولية                     | 18 مايو 1961                | 10 أبريل 1962      |
|             | المركز الدولي لتسوية المنازعات الاستشارية | 23 مارس 1967                | 25 أبريل 2003      |
|             | وكالة ضمان الاستثمار متعدد الأطراف        | 12 أبريل 1988               | 19 أكتوبر 1994     |

## وصلات خارجية
- موقع وزارة الخارجية الكورية الجنوبية